# Ā̃́
Cette page contient des caractères spéciaux ou non latins. S’ils s’affichent mal (▯, ?, etc.), consultez la page d’aide Unicode.
Ā̃́ (minuscule : ā̃́), appelé A macron tilde accent aigu, est un graphème utilisé dans certaines romanisations ou transcriptions phonétiques.
Il s’agit de la lettre A diacritée d’un macron, d’un tilde et d’un accent aigu.

## Utilisation
Le a macron tilde accent aigu a été utilisé par Wilhelm Bleek et Lucy Lloyd (en) dans la transcription du ǀxam, notamment dans Specimens of Bushman folklore publié en 1911.
Le a macron tilde accent aigu est utilisé par certains auteurs dans la translittération du pendjabi.

## Représentations informatiques
Le A macron tilde accent aigu peut être représenté avec les caractères Unicode suivants :
- précomposé (latin étendu A, diacritiques) :

| formes    | représentations | chaînes de caractères | points de code       | descriptions                                                               |
| --------- | --------------- | --------------------- | -------------------- | -------------------------------------------------------------------------- |
| majuscule | Ā̃́               | Ā◌̃◌́                   | U+0100 U+0303 U+0301 | lettre majuscule latine a macron diacritique tilde diacritique accent aigu |
| minuscule | ā̃́               | ā◌̃◌́                   | U+0101 U+0303 U+0301 | lettre minuscule latine a macron diacritique tilde diacritique accent aigu |

- décomposé (latin de base, diacritiques) :

| formes    | représentations | chaînes de caractères | points de code              | descriptions                                                                           |
| --------- | --------------- | --------------------- | --------------------------- | -------------------------------------------------------------------------------------- |
| majuscule | Ā̃́               | A◌̄◌̃◌́                  | U+0041 U+0304 U+0303 U+0301 | lettre majuscule latine a diacritique macron diacritique tilde diacritique accent aigu |
| minuscule | ã̄́               | a◌̄◌̃◌́                  | U+0061 U+0304 U+0303 U+0301 | lettre minuscule latine a diacritique macron diacritique tilde diacritique accent aigu |